# Pelomys
Pelomys — рід мишоподібних гризунів родини мишових (Muridae). Тіло завдовжки 10-21 см, хвіст — 10-18 см, вага сягає 50-170 г. П'ять видів роду мешкають у Центральній Африці від Уганди і Демократичної Республіки Конго до Анголи і Мозамбіку.

## Види
- Pelomys campanae
- Pelomys fallax
- Pelomys hopkinsi
- Pelomys isseli
- Pelomys minor